# Шънджоу 8
Шънджоу 8 (на китайски: 神舟八号) е китайски непилотиран космически полет/кораб, част от пилотираната програма Шънджоу. Шънджоу 8 е изстрелян на 31 октомври 2011 година на борда на модифицирана ракета Чан Джън 2Ф от центъра за изстрелване на спътници Дзиуцюен.
Шънджоу 8 се скачва автоматично с космическата станция Тиегун 1 на 3 ноември и отново на 14 ноември. Така Шънджоу 8 се превръща в първия китайски апарат, скачил се успешно в космоса. Освен това Китай става четвъртата страна, успяла успешно да скачи два космически апарата в орбита след Русия, САЩ и Европейската космическа агенция.
Шънджоу 8 е последният космически апарат от пилотираната програма на Китай, който претърпява сериозни промени. Следващите Шънджоу ще бъдат пуснати в серийно производство и ще бъдат еднакви.